# Månsträsk

Månsträsk är en by invid sjön Månsträsket, Lappland, 3 mil sydväst om Arvidsjaur och 5 km söder om Avaviken i Arvidsjaurs kommun.
Januari 2015 fanns 3 familjer och 6 personer som är bofasta och skrivna i byn men det finns många stugägare.
Skola fanns i byn 1941- 1949 - väg byggdes 1949-1951 mellan Avaviken och Månsträsk. 
Nybygget insynades av socknens första nybyggare, Pehr Israelsson Käck i Glommersträsk. Käck var 40 år äldre än sin hustru och de hade barnen Pehr född 1797, Anna Lisa född 1802 och Lars född 1806. Käck dog i Månsträsk 1808 efter att två år tidigare blivit far som 77-åring.